# Samel (Trommel)
Samel (Konkani), auch samēḷ, semēḷ, sambaḷ, ist eine mit Stöcken gespielte einfellige Röhrentrommel in den westindischen Bundesstaaten Goa und Maharashtra. In Goa wird die samel meist zusammen mit der aus einem Tontopf bestehenden Kesseltrommel ghumat zur Begleitung religiöser und volkstümlicher Lieder eingesetzt.

## Bauform
Die samel gehört zu den Konustrommeln, sie besteht aus einem hölzernen Korpus in der Form eines Kegelstumpfes mit deutlich verschieden großen Randdurchmessern. Die Oberseite ist mit einer dünnen Ziegenhaut überzogen, die durch V-förmige Hautstreifen mit der Unterseite verspannt wird. Die Membran kann auch mit dünnen Baumwollseilen an einem Eisenring am unteren Rand verspannt sein. Die Streifen verlaufen durch Löcher an den Hauträndern und lassen sich nachspannen, um die gewünschte Tonhöhe zu erzielen. Die Trommel ruht beim Spiel mit der kleineren Seite senkrecht auf einem runden, ausreichend hohen Stuhl, sodass der Musiker im Stehen agieren kann. Er schlägt sie mit zwei, 30 bis 35 Zentimeter langen, dünnen Stöcken. Die Länge der samel beträgt zwischen 25 und 35 Zentimetern, je nach ihrer Länge wird sie als klein, mittel und groß typisiert. Gemäß K. S. Kothari (1968) hat eine mit 23 Zentimetern Länge kleine samel einen Menbrandurchmesser von 23 Zentimetern.
Gelegentlich spielt der Musiker die samel mit einer größeren Trommel zusammen in einem Set, das entsprechend dem weit verbreiteten Kesseltrommelpaar naqqara oder in Andhra Pradesh dem aus zwei verbundenen Holzröhren bestehenden pambai verwendet wird. Hierbei kann die samel etwa neben der bayan stehen, einer tief klingenden, metallenen Kesseltrommel, die üblicherweise mit einer dayan das Trommelpaar tabla bildet. Die Kombination nennt sich jod-samel, wobei jod „Paar“ bedeutet, analog zu pawa jodi („Flöten-Paar“), einer anderen Bezeichnung für die gedoppelte Flöte surpava in Rajasthan. Die jod-samel ist als Partner der samel eine Volksmusikversion der bayan.

## Spielweise und Verbreitung
Die samel dient zusammen mit der ghumat und Zimbeln (tal) zur Gesangsbegleitung, wobei ihre schnellen, hell klingenden Schläge rhythmische Verzierungen erzeugen und die dunkle, eher gedämpfte ghumat für die Grundtakte sorgt. Das Trommelpaar samel und jod-samel hängt entweder um den Hals des Spielers oder steht auf dem Boden. Die unterstützende große Trommel verstärkt die rhythmischen Betonungen der samel.
Traditionell ist in der ehemaligen Präsidentschaft Bombay die samel ein Begleitinstrument für den Gesang verschiedener religiöser Gemeinschaften, etwa der Bharadis, die auf Bettelrundgängen Heldengeschichten (in Maharashtra povada) zur Anbetung Shivas in Form des Nath-Kults vortragen. Die Gruppenbezeichnung geht auf Marathi bharad, „Rezitation“ zurück. Neben der samel spielen die Bharadis die einsaitige Zupftrommel tuntune und Zimbeln.
Aradhis heißt eine weitere Gruppe religiöse Lieder singender Bettler, die aus der Brahmanen- oder jeder anderen Kaste stammen können und sich in den Dienst der furchtsamen Göttin Bhavani gestellt haben. Die in diese bruderschaftlich organisierte Gruppe eingetretenen Männer und Frauen nehmen Abschied von ihrem bisherigen Leben. Zu viert oder fünft musizieren und tanzen sie mit samel, tuntune und Zimbeln für Almosen.
Anlässlich des einwöchigen Frühlingsfestes Shigmo im März werden in Goa zahlreiche Volkstänze aufgeführt. Beim Talgadi-Tanz bewegen sich sechs bis acht männliche Tänzer zur Begleitmusik von samel, ghumat und Zimbeln (zanj). Sie sind in bunte Dhotis gekleidet und schwingen Stöckchen in den Händen. Bei manchen Prozessionen wird ein samel-Trommelpaar auf dem Rücken eines Ochsen mitgeführt.